# Coppa dei Campioni 1976-1977 (pallamano maschile)
La Coppa dei Campioni 1976-1977 è stata la 17ª edizione della massima competizione europea di pallamano riservata alle squadre di club. Il torneo ha avuto inizio il 12 ottobre 1976 e si è concluso il 22 aprile 1977. Il titolo è stato conquistato dai rumeni della Steaua Bucarest per la seconda volta nella loro storia, sconfiggendo in finale i sovietici del CSKA Mosca.

## Risultati

### Primo turno
| Squadra 1                | Totale  | Squadra 2       | Andata  | Ritorno |
| ------------------------ | ------- | --------------- | ------- | ------- |
| Belenenses               | 33 - 49 | Hapoel Rehovot  | 16 - 30 | 17 - 19 |
| CSKA Mosca               | 42 - 36 | Lipsia          | 21 - 17 | 21 - 19 |
| Debreceni Dózsa          | 42 - 37 | CSKA Sofia      | 23 - 16 | 19 - 21 |
| Hafnarfjörður            | 53 - 33 | VIF             | 28 - 13 | 25 - 20 |
| Royal Olympic Club       | 34 - 37 | Dudelange       | 18 - 18 | 16 - 19 |
| Steaua Bucarest          | 73 - 39 | Trieste         | 38 - 11 | 38 - 18 |
| Stella Rossa Bratislava  | 46 - 13 | Bärnbach        | 30 - 9  | 16 - 4  |
| Stella Sports Saint-Maur | 27 - 38 | Grasshoppers    | 12 - 18 | 15 - 20 |
| Sittardia                | 77 - 17 | Birkenhead      | 38 - 5  | 39 - 12 |
| Ystads                   | 42 - 29 | Sparta Helsinki | 25 - 14 | 17 - 15 |

### Ottavi di finale
| Squadra 1               | Totale  | Squadra 2       | Andata  | Ritorno |
| ----------------------- | ------- | --------------- | ------- | ------- |
| Borac Banja Luka        | 39 - 47 | CSKA Mosca      | 23 - 26 | 16 - 21 |
| Calpisa Alicante        | 32 - 19 | Oppsal          | 14 - 7  | 18 - 12 |
| Debreceni Dózsa         | 45 - 62 | Fredericia KFUM | 28 - 31 | 17 - 31 |
| Dudelange               | 28 - 63 | Steaua Bucarest | 11 - 28 | 17 - 35 |
| Hafnarfjörður           | 38 - 44 | Śląsk Wrocław   | 20 - 22 | 18 - 22 |
| Gummersbach             | 42 - 33 | Hapoel Rehovot  | 25 - 15 | 17 - 18 |
| Sittardia               | 31 - 54 | Ystads          | 17 - 34 | 14 - 20 |
| Stella Rossa Bratislava | 45 - 31 | Grasshoppers    | 25 - 19 | 20 - 12 |

### Quarti di finale
| Squadra 1       | Totale  | Squadra 2               | Andata  | Ritorno |
| --------------- | ------- | ----------------------- | ------- | ------- |
| CSKA Mosca      | 46 - 33 | Ystads                  | 26 - 19 | 20 - 14 |
| Fredericia KFUM | 50 - 40 | Stella Rossa Bratislava | 25 - 17 | 25 - 23 |
| Gummersbach     | 39 - 34 | Śląsk Wrocław           | 16 - 14 | 23 - 20 |
| Steaua Bucarest | 40 - 39 | Calpisa Alicante        | 22 - 19 | 18 - 20 |

### Semifinali
| Squadra 1       | Totale  | Squadra 2       | Andata  | Ritorno |
| --------------- | ------- | --------------- | ------- | ------- |
| Gummersbach     | 34 - 35 | CSKA Mosca      | 18 - 20 | 16 - 15 |
| Steaua Bucarest | 48 - 41 | Fredericia KFUM | 29 - 22 | 19 - 19 |

### Finale
| Sindelfingen 22 aprile 1977 | CSKA Mosca | 20 – 21 | Steaua Bucarest |  |